# Lidia Mannuzzu
Lidia Mannuzzu (Sàsser, 21 d'abril de 1958 – Sàsser, 24 d'octubre de 2016) fou una biòloga italiana.

## Biografia
Nascuda a Sàsser; era filla de l'escriptor Salvatore Mannuzzu i va tenir una germana, Mary. Va graduar-se amb honors en Medicina a la Universitat de Sàsser el 1984, amb una tesi sobre el favisme. Va tenir experiències importants a l'estranger, durant els seus estudis al Max Planck Institute, a la Brunel University de Londres i a la a la Facultat de Medicina de la universitat d'Aquisgrà RWTH.
Immediatament després graduar i fins 1986, va treballar com a investigadora al Departament de Bioquímica i Genètica de la Universitat de Torí. Hi va participar en una recerca sobre la membrana cel·lular de les plaquetes i de les cèl·lules de la sang, que tenen una funció fonamental en l'hemostàsia.
El 1987, va deixar Itàlia per a realitzar un màster en fisiologia a la Universitat de Berkeley a l'estat de Califòrnia. Hi va doctorar el 1990. Durant els anys 90 va desenvolupar i patentar diverses tecnologies biomèdiques relacionades amb els processos cel·lulars dels glòbuls vermells i de les funcions cel·lulars dins del sistema nerviós. L'any 2000 va esdevenir una professora a Berkeley i va continuar la recerca sobre la sinapsi amb Ehud Isacoff. El 2005 va abandonar la universitat per a fundar Nano Med Technology, una empresa que estudiava l'ús dels fàrmacs nous per malalties associades amb la disfunció de les membranes cel·lulars. Va publicar els resultats de les seves recerques en revistes prestigioses com PNAS (la publicació oficial de l'Acadèmia Nacional de Ciències dels Estats Units), Nature i Science.
Mannuzzu va tornar a Itàlia el 2006, amb el suport d'un programa de recerca del govern italià per al retorn d'emigrants, i va continuar la seva recerca a la Universitat de Sàsser.
Va morir el 24 d'octubre de 2016 d'una embòlia pulmonar.

## Publicacions destacades
- Schönherr, Roland; Mannuzzu, Lidia M.; Isacoff, Ehud Y.; Heinemann, Stefan H. «Conformational Switch between Slow and Fast Gating Modes: allosteric regulation of voltage sensor mobility in the EAG K+ channel» (en anglès). Neuron, 35, 5, 8-2002, pàg. 935–949. DOI: 10.1016/S0896-6273(02)00869-3.
- Sonnleitner, Alois; Mannuzzu, Lidia M.; Terakawa, Susumu; Isacoff, Ehud Y. «Structural rearrangements in single ion channels detected optically in living cells» (en anglès). Proceedings of the National Academy of Sciences, 99, 20, 10-2002, pàg. 12759–12764. DOI: 10.1073/pnas.192261499. ISSN: 0027-8424.
- Mannuzzu, Lidia M.; Isacoff, Ehud Y. «Independence and Cooperativity in Rearrangements of a Potassium Channel Voltage Sensor Revealed by Single Subunit Fluorescence» (en anglès). Journal of General Physiology, 115, 3, 01-03-2000, pàg. 257–268. DOI: 10.1085/jgp.115.3.257. ISSN: 0022-1295.
- Turrini, F; Naitana, A; Mannuzzu, L; Pescarmona, G; Arese, P «Increased red cell calcium, decreased calcium adenosine triphosphatase, and altered membrane proteins during fava bean hemolysis in glucose-6- phosphate dehydrogenase-deficient (Mediterranean variant) individuals» (en anglès). Blood, 66, 2, 01-08-1985, pàg. 302–305. DOI: 10.1182/blood.V66.2.302.302. ISSN: 0006-4971.
- Mannuzzu, Lidia M.; Moronne, Mario M.; Macey, Robert I. «Estimate of the number of urea transport sites in erythrocyte ghosts using a hydrophobic mercurial» (en anglès). The Journal of Membrane Biology, 133, 1, 01-04-1993, pàg. 85–97. DOI: 10.1007/BF00231880. ISSN: 1432-1424.